# Mistrzostwa Europy w Wioślarstwie 1896
4. Mistrzostwa Europy w Wioślarstwie odbyły się w dniu 6 września 1896 r. w szwajcarskiej Genewie. Zawodnicy rywalizowali w 4 konkurencjach wioślarskich na pobliskim Jeziorze Genewskim. 

## Medaliści
| Konkurencja                 | Złoto                                                                                          | Srebro | Brąz | Źródło      |
| --------------------------- | ---------------------------------------------------------------------------------------------- | --- | --- | ----------- |
| M1x (jedynka)               | Ben Longchamp                                                                                  | Vittorio Leone | Jaroslav Langhaus | [ 1 ]       |
| M2+ (dwójka ze sternikiem)  | Belgia Marcel Nisol · Edmond Delaet                                                            | Francja | Włochy Cino Ceni · Giuseppe Belli | [ 2 ]       |
| M4+ (czwórka ze sternikiem) | Francja Delfieu-Boudou · Mallet · Pentoux · Fayet                                              | Belgia François Goosens · François Jansen · Léopold de Bloe · Georges Boisson                                                                                                  | Włochy Ezio Carlesi · Silvio Slettini · Alberto Bertolani · Attilio Balena                                                                                              | [ 3 ] [ 4 ] |
| M8+ (ósemka)                | Francja Laurent · J. Lelarge · Joseph Guillon · Daclin · Mérat · A. Descotes · Luyton · Petavy | Belgia Louis Choisy · Gustave Brandes · Octave Schepens · Léonce Roels · Henri de Keyser · Isidore Devriendt · Prosper Bruggeman · Victor de Bisschop · Jean Dewitte (sternik) | Włochy Arturo Masciardi · Giuseppe de Col · Italo Bernasconi · Antonio Bianchi · Tommaso Padovani · Miro Masciardi · Arnaldo Padovani · Luigi Riva · G. Pucci (sternik) | [ 5 ] [ 4 ] |

## Klasyfikacja medalowa
| Miejsce | Reprezentacja | Złoto | Srebro | Brąz | Razem |
| ------- | ------------- | ----- | ------ | ---- | ----- |
| 1.      | Francja       | 2     | 1      | 0    | 3     |
| 2.      | Belgia        | 1     | 2      | 0    | 3     |
| 3.      | Szwajcaria    | 1     | 0      | 0    | 1     |
| 4.      | Włochy        | 0     | 1      | 3    | 4     |
| 5.      | Austro-Węgry  | 0     | 0      | 1    | 1     |
| Razem   | Razem         | 4     | 4      | 4    | 12    |